# Koryczynci
Koryczynci (ukr. Коричинці; pol. hist. Karyczyńce, Karaczyńce, Dębskie Karaczyńce) – wieś na Ukrainie, w obwodzie chmielnickim, w rejonie chmielnickim, położona około 25 km na południe od Latyczowa i około 20 km na południowy wschód od Derażni. 
W 2001 r. wieś liczyła 768 mieszkańców. Znajduje tu się przystanek kolejowy Koryczenci, położony na linii Odessa – Lwów.

## Historia
W okresie I Rzeczypospolitej należała do rodziny Karaczyńskich. W 1769 roku, po śmierci Andrzeja Karaczyńskiego, znalazła się w posiadaniu Piotra Ostaszewskiego, sekretarza królewskiego.
Do 2020 w rejonie dereżniańskim.